# Horst Ludwig Störmer
Horst Ludwig Störmer (Frankfurt am Main, 6 de abril de 1949) é um físico alemão. Foi agraciado com o Nobel de Física de 1998. Ele recebeu o Prêmio Nobel de Física de 1998 juntamente com Daniel Tsui e Robert Laughlin "pela descoberta de uma nova forma de fluido quântico com excitações fracionárias carregadas" (o efeito Hall quântico fracionário). Ele e Tsui estavam trabalhando no Bell Labs na época do experimento citado pelo comitê do Nobel.

## Carreira de pesquisador
Talvez tão importante quanto o trabalho pelo qual ele ganhou o prêmio Nobel seja sua invenção da dopagem de modulação, um método para fazer sistemas de elétrons bidimensionais de mobilidade extremamente alta em semicondutores. Isso permitiu a observação posterior do efeito Hall quântico fracionário, que foi descoberto por Störmer e Tsui em outubro de 1981 em um experimento realizado no Laboratório de Campo Magnético Alto Francis Bitter no Instituto de Tecnologia de Massachusetts. Dentro de um ano da descoberta experimental, Robert Laughlin foi capaz de explicar seus resultados. Störmer, Tsui e Laughlin receberam conjuntamente o Prêmio Nobel de Física de 1998 por seu trabalho.

## Obras
- Magnetolumineszenz von Elektron-Loch-Tropfen in Germanium. Dissertation, Universität Stuttgart, 1977